# Swindon (Wiltshire)
Swindon is een stad (town) in de unitary authority Swindon, in het Engelse ceremoniële graafschap Wiltshire. Het is een snel groeiende stad met 182.411 inwoners (2011), gelegen aan de snelweg M4 tussen Londen en Bristol. Voetbalclub Swindon Town speelt in de Engelse 4e divisie.
Tot rond 1843 was Swindon een onbelangrijk stadje. Vanaf toen ontwikkelde Swindon zich tot een centrum van bouw en onderhoud van stoomlocomotieven voor de Great Western Railway. De vroegere fabriek is thans een spoorwegmuseum.
In de stad is een kleine Strict Baptists-gemeente.
Swindon staat bekend om zijn bijzondere rotonde met vijf satellietrotonden, de zogeheten Magic Roundabout.
Hier staat ook een grote fabriek van Honda, een van de eerste Japanse autoconcerns die deze stap maakte. In Swindon worden voertuigen geproduceerd voor de Europese markt. De verkopen van Honda staan echter onder druk, in 2007 verkocht Honda nog 330.000 voertuigen in Europa en dit was gedaald naar 142.000 in 2014. Minder auto’s worden er geproduceerd waardoor ook de werkgelegenheid in de fabriek is gedaald van een piek van 5000 medewerkers naar 3100 in begin 2015. Begin 2019 besloot Honda te fabriek te sluiten. Met de sluiting in 2022 verliezen ongeveer 3500 medewerkers hun baan en ongeveer eenzelfde aantal gaat bij de toeleveranciers verloren.

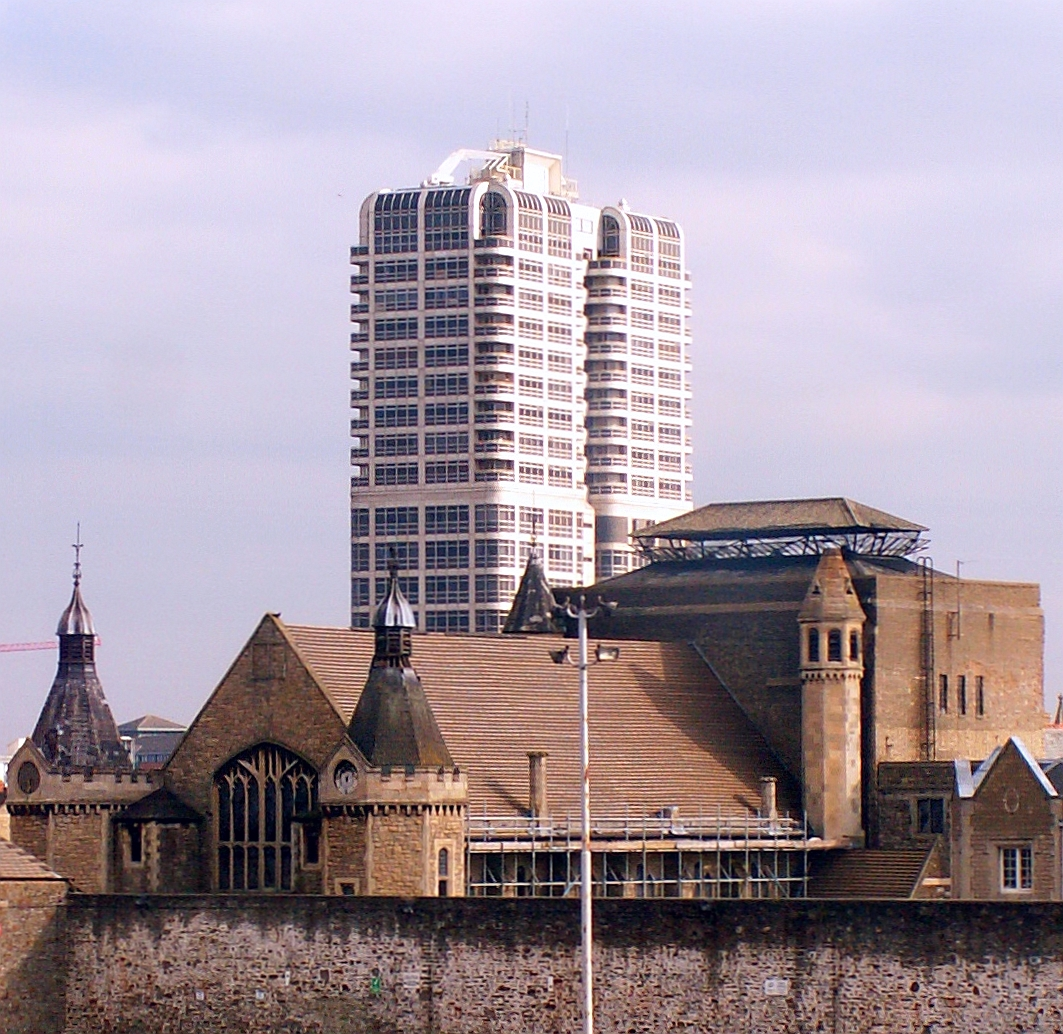
Swindon
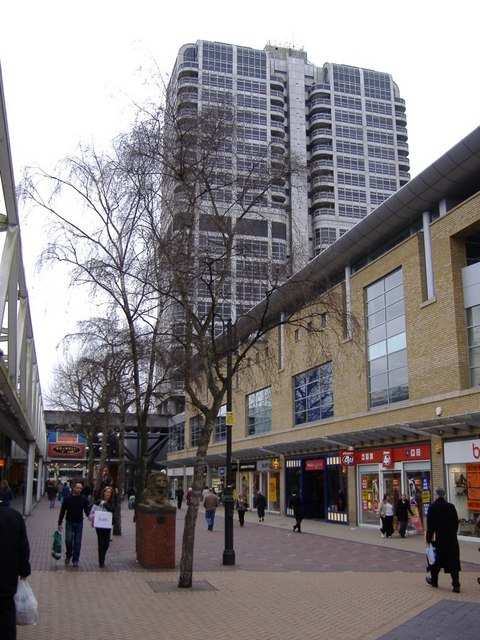
Winkelstraat in Swindon
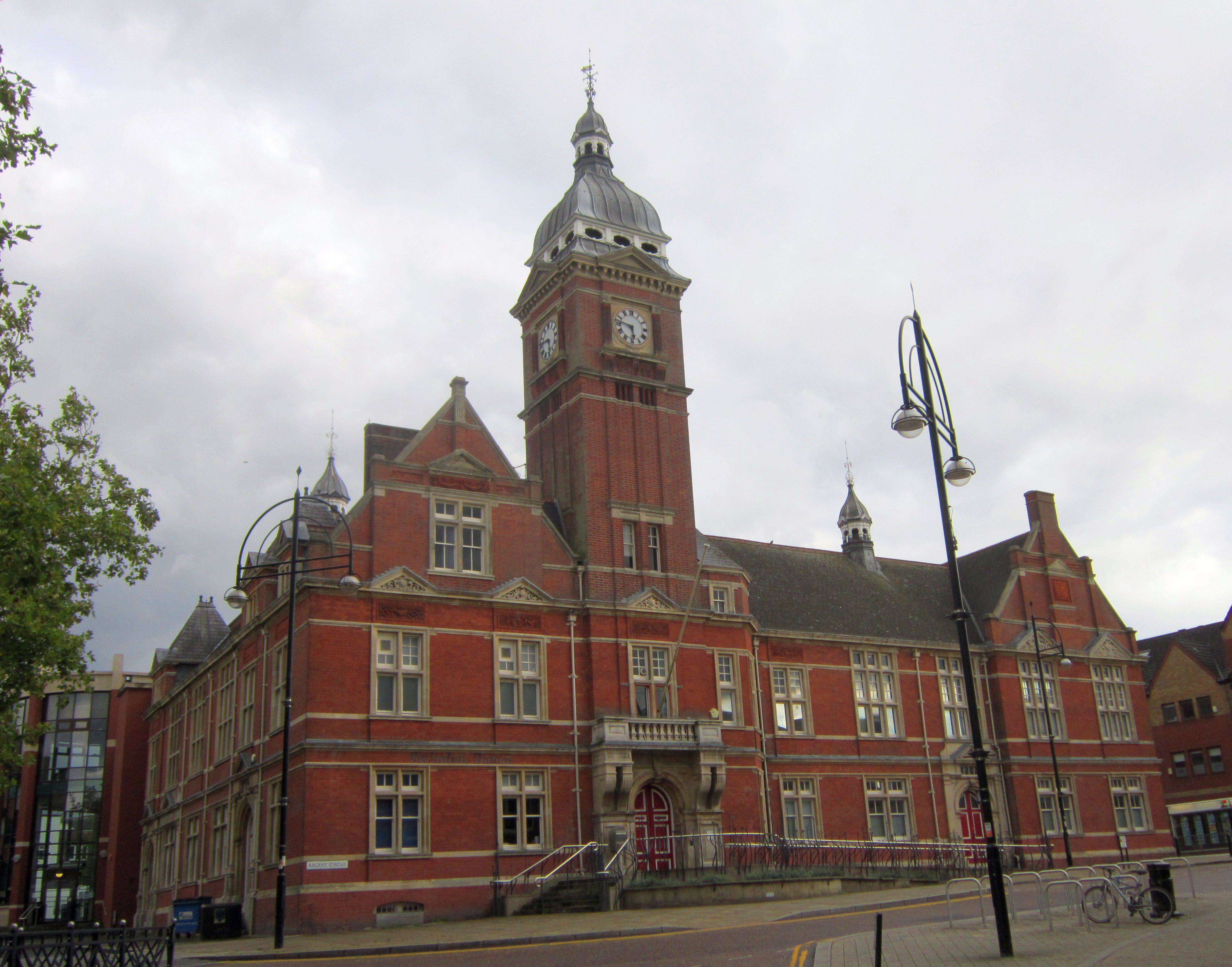
Gemeentehuis
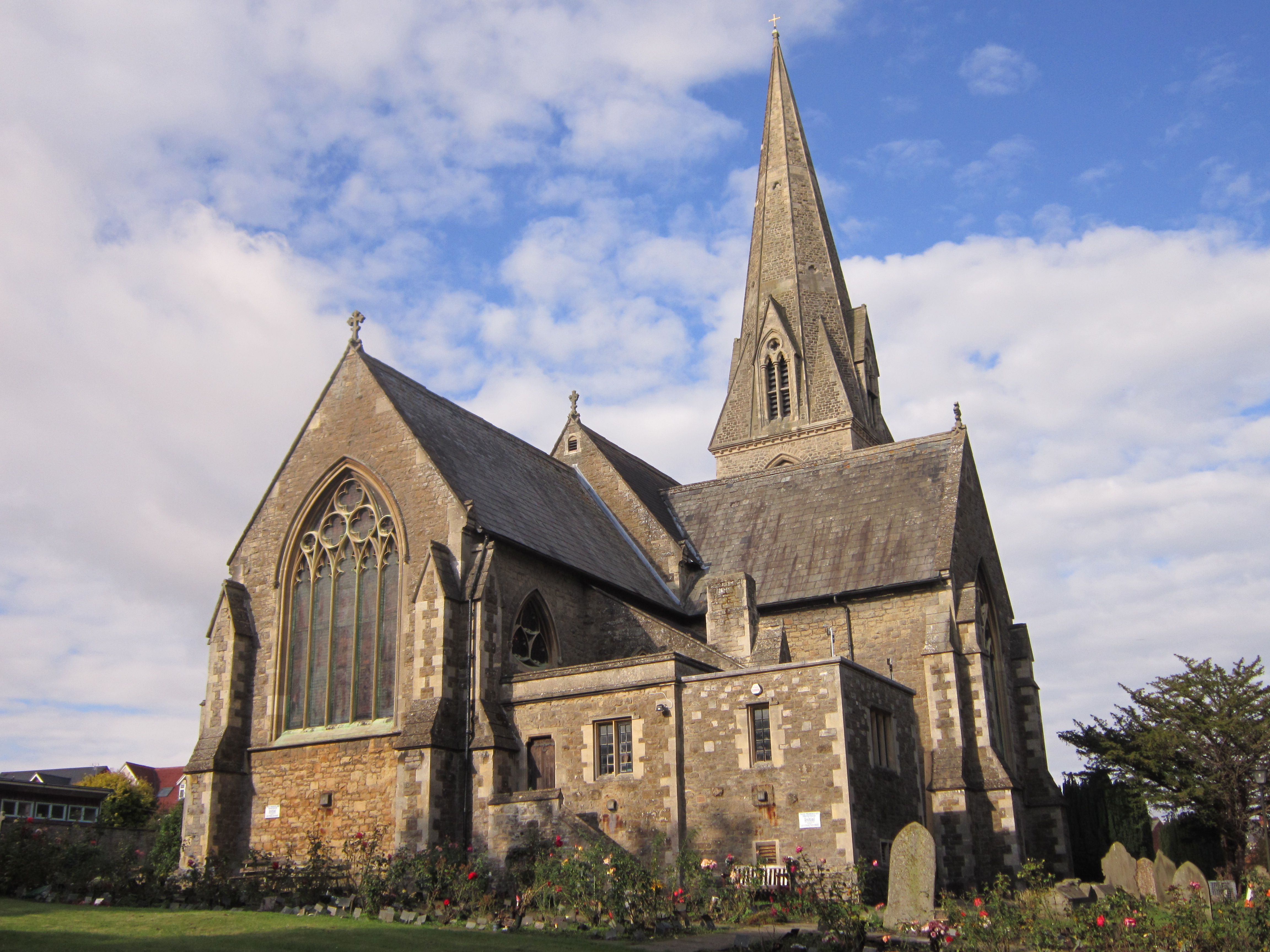
Christ Church, Swindon
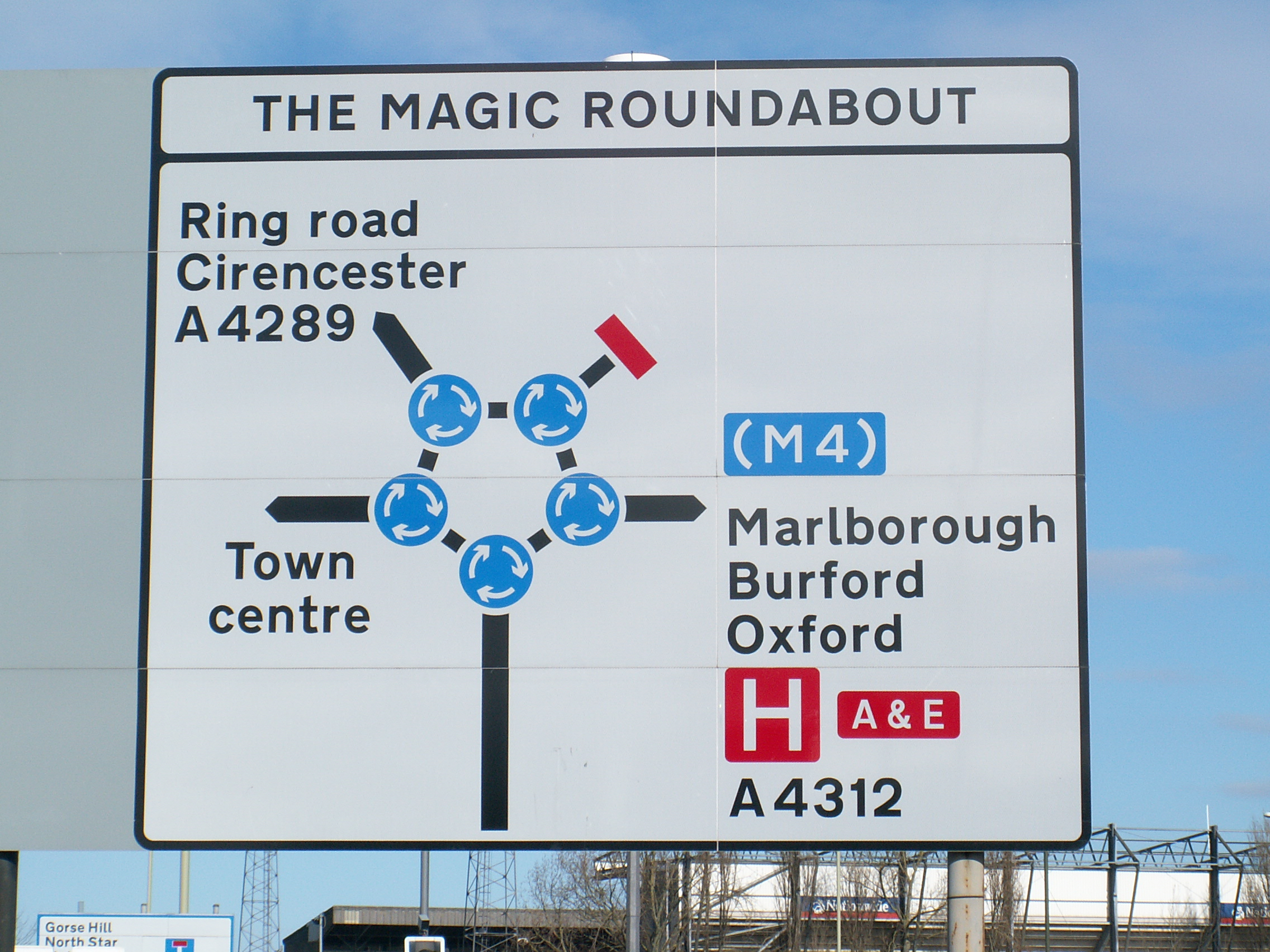
Magic Roundabout, Swindon
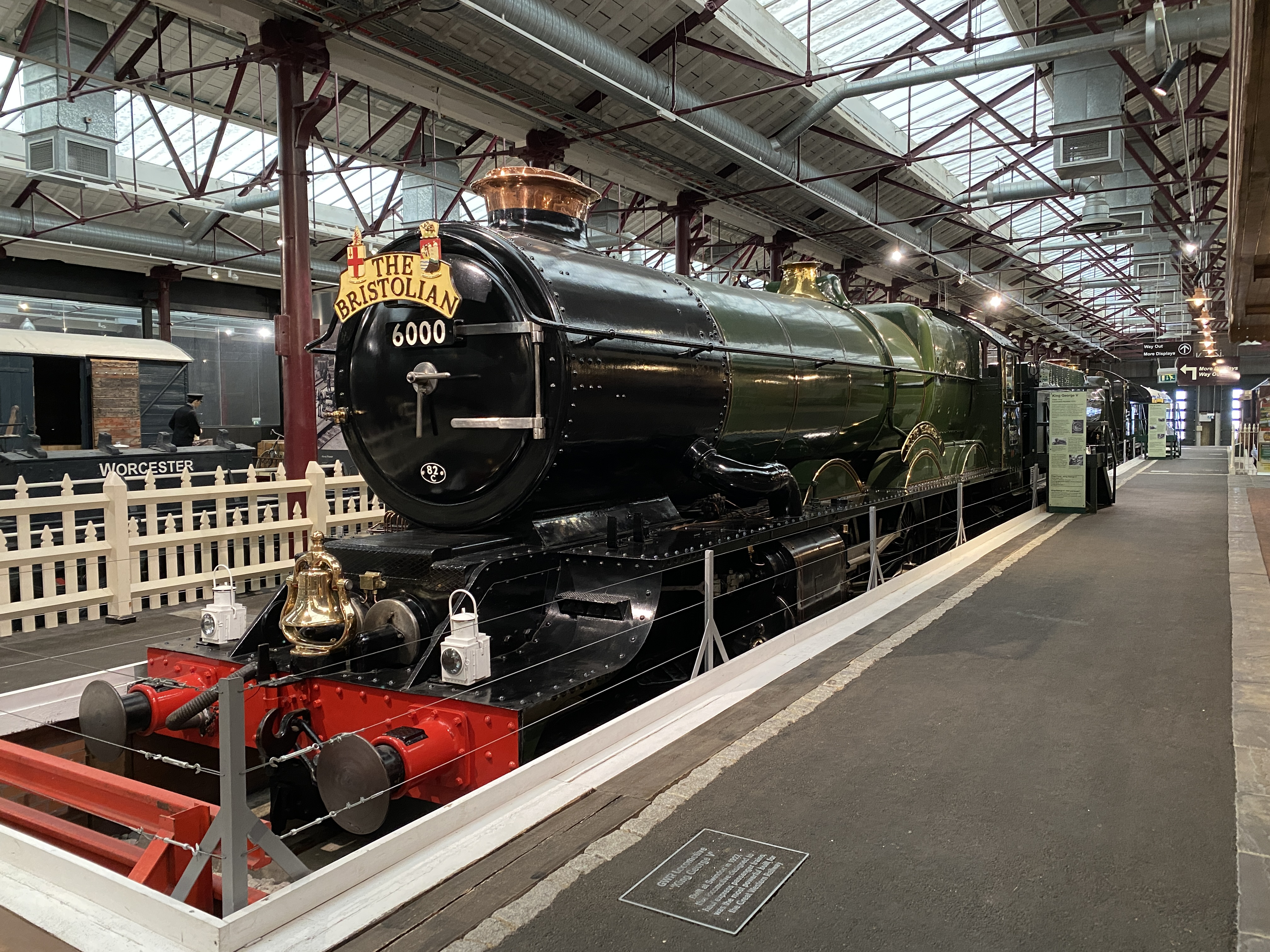
Stoomlocomotief in het spoorwegmuseum

## Geboren
- Dean Ashton (1983)
- Diana Dors (1931-1984), actrice
- Rick Davies (1944), musicus en oprichter van Supertramp
- Justin Hayward (1946), zanger, gitarist en componist (The Moody Blues)
- Lucy Cohu (1968), actrice
- Hannah Miley (1989), zwemster
- Tyreke Johnson (1998), voetballer